# Ivan Dodig
Ivan Dodig, född 2 januari 1985 i Međugorje i Jugoslavien, är en kroatisk högerhänt professionell tennisspelare. Som bäst har han varit rankad 29:a i världen i singel och tvåa i dubbel.

## Tenniskarriären
Den 6 februari 2011 spelade Dodig sin första final, i PBZ Zagreb Indoors mötte han Michael Berrer från Tyskland och vann i två raka set och därmed sin första ATP-titel. Den 18 juni samma år spelade han sin andra final i Ordina Open, 's-Hertogenbosch. Där mötte han Dmitrij Tursunov från Ryssland men förlorade i två raka set.

## Titlar och finaler

### Grand Slam

#### Dubbel: 5 (3 titlar, 2 andraplatser)
| Resultat | År   | Mästerskap        | Underlag   | Medspelare      | Motståndare                       | Resultat                |
| -------- | ---- | ----------------- | ---------- | --------------- | --------------------------------- | ----------------------- |
| Tvåa     | 2013 | Wimbledon         | Gräs       | Marcelo Melo    | Bob Bryan Mike Bryan              | 6–3, 3–6, 4–6, 4–6      |
| Vinnare  | 2015 | Franska öppna     | Grus       | Marcelo Melo    | Bob Bryan Mike Bryan              | 6–7(5–7), 7–6(7–5), 7–5 |
| Vinnare  | 2021 | Australiska öppna | Hard court | Filip Polášek   | Rajeev Ram Joe Salisbury          | 6–3, 6–4                |
| Tvåa     | 2022 | Franska öppna     | Grus       | Austin Krajicek | Marcelo Arévalo Jean-Julien Rojer | 7–6(7–4), 6–7(5–7), 3–6 |
| Vinnare  | 2023 | Franska öppna (2) | Grus       | Austin Krajicek | Sander Gillé Joran Vliegen        | 6–3, 6–1                |

#### Mixed dubbel: 6 (4 titlar, 2 andraplatser)
| Resultat | År   | Mästerskap        | Underlag   | Medspelare          | Motståndare                         | Resultat              |
| -------- | ---- | ----------------- | ---------- | ------------------- | ----------------------------------- | --------------------- |
| Tvåa     | 2016 | Franska öppna     | Grus       | Sania Mirza         | Martina Hingis Leander Paes         | 6–4, 4–6, [8–10]      |
| Tvåa     | 2017 | Australiska öppna | Hard court | Sania Mirza         | Abigail Spears Juan Sebastián Cabal | 2–6, 4–6              |
| Vinnare  | 2018 | Franska öppna     | Grus       | Latisha Chan        | Gabriela Dabrowski Mate Pavić       | 6–1, 6–7(5–7), [10–8] |
| Vinnare  | 2019 | Franska öppna     | Grus       | Latisha Chan        | Gabriela Dabrowski Mate Pavić       | 6–2, 7–6(7–5)         |
| Vinnare  | 2019 | Wimbledon         | Gräs       | Latisha Chan        | Jeļena Ostapenko Robert Lindstedt   | 6–2, 6–3              |
| Vinnare  | 2022 | Australiska öppna | Hard court | Kristina Mladenovic | Jaimee Fourlis Jason Kubler         | 6–3, 6–4              |

### OS

#### Dubbel: 1 (1 silvermedalj)
| Resultat | År   | Mästerskap                         | Underlag   | Medspelare  | Motståndare              | Resultat         |
| -------- | ---- | ---------------------------------- | ---------- | ----------- | ------------------------ | ---------------- |
| Silver   | 2021 | Olympiska sommarspelen 2020, Japan | Hard court | Marin Čilić | Nikola Mektić Mate Pavić | 4–6, 6–3, [6–10] |

### ATP Finals

#### Dubbel: 1 (1 andraplats)
| Resultat | År   | Mästerskap         | Underlag       | Medspelare   | Motståndare          | Resultat                |
| -------- | ---- | ------------------ | -------------- | ------------ | -------------------- | ----------------------- |
| Tvåa     | 2014 | ATP Finals, London | Hard court (i) | Marcelo Melo | Bob Bryan Mike Bryan | 7–6 (7–5) , 2–6, [7–10] |

### Masters 1000

#### Dubbel: 12 (6 titlar, 6 andraplatser)
| Resultat | År   | Mästerskap             | Underlag       | Medspelare        | Motståndare                         | Resultat                   |
| -------- | ---- | ---------------------- | -------------- | ----------------- | ----------------------------------- | -------------------------- |
| Vinnare  | 2013 | Shanghai Masters       | Hard court     | Marcelo Melo      | David Marrero Fernando Verdasco     | 7–6(7–2), 6–7(6–8), [10–2] |
| Tvåa     | 2014 | Monte Carlo Masters    | Grus           | Marcelo Melo      | Bob Bryan Mike Bryan                | 3–6, 6–3, [8–10]           |
| Tvåa     | 2014 | Canadian Open          | Hard court     | Marcelo Melo      | Alexander Peya Bruno Soares         | 4–6, 3–6                   |
| Vinnare  | 2015 | Paris Masters          | Hard court (i) | Marcelo Melo      | Vasek Pospisil Jack Sock            | 2–6, 6–3, [10–5]           |
| Vinnare  | 2016 | Canadian Open (2)      | Hard court     | Marcelo Melo      | Jamie Murray Bruno Soares           | 6–4, 6–4                   |
| Vinnare  | 2016 | Cincinnati Masters     | Hard court     | Marcelo Melo      | Jean-Julien Rojer Horia Tecău       | 7–6(7–5), 6–7(5–7), [10–6] |
| Tvåa     | 2017 | Italian Open           | Grus           | Marcel Granollers | Pierre-Hugues Herbert Nicolas Mahut | 6–4, 4–6, [3–10]           |
| Tvåa     | 2017 | Canadian Open          | Hard court     | Rohan Bopanna     | Pierre-Hugues Herbert Nicolas Mahut | 4–6, 6–3, [6–10]           |
| Tvåa     | 2017 | Paris Masters          | Hard court (i) | Marcel Granollers | Łukasz Kubot Marcelo Melo           | 6–7(3–7), 6–3, [6–10]      |
| Vinnare  | 2019 | Cincinnati Masters (2) | Hard court     | Filip Polášek     | Juan Sebastián Cabal Robert Farah   | 4–6, 6–4, [10–6]           |
| Tvåa     | 2022 | Paris Masters          | Hard court (i) | Austin Krajicek   | Wesley Koolhof Neal Skupski         | 6–7(5–7), 4–6              |
| Vinnare  | 2023 | Monte-Carlo Masters    | Grus           | Austin Krajicek   | Romain Arneodo Sam Weissborn        | 6-0, 4-6, [14-12]          |

### ATP-finaler i kronologisk ordning

#### Singel: 2 (1 titel, 1 andraplats)
| Teckenförklaring       |
| ---------------------- |
| Grand Slam (0–0)       |
| ATP Finals (0–0)       |
| ATP Masters 1000 (0–0) |
| ATP 500 Series (0–0)   |
| ATP 250 Series (1–1)   |

| Finaler efter underlag |
| ---------------------- |
| Hard court (1–0)       |
| Grus (0–0)             |
| Gräs (0–1)             |

| Resultat | V–F | Datum         | Turnering                                         | Kategori   | Underlag       | Motståndare      | Resultat |
| -------- | --- | ------------- | ------------------------------------------------- | ---------- | -------------- | ---------------- | -------- |
| Vinnare  | 1–0 | Februari 2011 | Zagreb Indoors, Kroatien                          | 250 Series | Hard court (i) | Michael Berrer   | 6–3, 6–4 |
| Tvåa     | 1–1 | Juni 2011     | Rosmalen Grass Court Championships, Nederländerna | 250 Series | Gräs           | Dmitrij Tursunov | 3–6, 2–6 |

#### Dubbel: 50 (23 titlar, 27 andraplatser)
| Teckenförklaring             |
| ---------------------------- |
| Grand Slam (3–2)             |
| ATP Finals (0–1)             |
| ATP Masters 1000 (6–6)       |
| Olympiska sommarspelen (0–1) |
| ATP 500 Series (8–5)         |
| ATP 250 Series (6–12)        |

| Finaler efter underlag |
| ---------------------- |
| Hard court (15–18)     |
| Grus (7–5)             |
| Gräs (1–4)             |

| Resultat | V–F   | Datum          | Turnering                                    | Kategori     | Underlag       | Medspelare             | Motståndare                             | Resultat                   |
| -------- | ----- | -------------- | -------------------------------------------- | ------------ | -------------- | ---------------------- | --------------------------------------- | -------------------------- |
| Tvåa     | 0–1   | Februari 2012  | Zagreb Indoors, Kroatien                     | 250 Series   | Hard court (i) | Mate Pavić             | Marcos Baghdatis Mikhail Youzhny        | 2–6, 2–6                   |
| Tvåa     | 0–2   | Februari 2012  | US National Indoor Tennis Championships, USA | 500 Series   | Hard court (i) | Marcelo Melo           | Max Mirnyi Daniel Nestor                | 6–4, 5–7, [7–10]           |
| Tvåa     | 0–3   | Februari 2013  | Zagreb Indoors, Kroatien (2)                 | 250 Series   | Hard court (i) | Mate Pavić             | Julian Knowle Filip Polášek             | 3–6, 3–6                   |
| Tvåa     | 0–4   | Juli 2013      | Wimbledon, Storbritannien                    | Grand Slam   | Gräs           | Marcelo Melo           | Bob Bryan Mike Bryan                    | 6–3, 3–6, 4–6, 4–6         |
| Vinnare  | 1–4   | Oktober 2013   | Shanghai Masters, Kina                       | Masters 1000 | Hard court     | Marcelo Melo           | David Marrero Fernando Verdasco         | 7–6(7–2), 6–7(6–8), [10–2] |
| Tvåa     | 1–5   | April 2014     | Monte Carlo Masters, Monaco                  | Masters 1000 | Grus           | Marcelo Melo           | Bob Bryan Mike Bryan                    | 3–6, 6–3, [8–10]           |
| Tvåa     | 1–6   | Augusti 2014   | Canadian Open, Kanada                        | Masters 1000 | Hard court     | Marcelo Melo           | Alexander Peya Bruno Soares             | 4–6, 3–6                   |
| Tvåa     | 1–7   | Oktober 2014   | Japan Open, Japan                            | 500 Series   | Hard court     | Marcelo Melo           | Pierre-Hugues Herbert Michał Przysiężny | 3–6, 7–6(7–3), [5–10]      |
| Tvåa     | 1–8   | November 2014  | ATP Finals, Storbritannien                   | ATP Finals   | Hard court (i) | Marcelo Melo           | Bob Bryan Mike Bryan                    | 7–6(7–5), 2–6, [7–10]      |
| Vinnare  | 2–8   | Mars 2015      | Mexican Open, Mexiko                         | 500 Series   | Hard court     | Marcelo Melo           | Mariusz Fyrstenberg Santiago González   | 7–6(7–2), 5–7, [10–3]      |
| Vinnare  | 3–8   | Juni 2015      | Franska öppna, Frankrike                     | Grand Slam   | Grus           | Marcelo Melo           | Bob Bryan Mike Bryan                    | 6–7(5–7), 7–6(7–5), 7–5    |
| Tvåa     | 3–9   | Augusti 2015   | Washington Open, USA                         | 500 Series   | Hard court     | Marcelo Melo           | Bob Bryan Mike Bryan                    | 4–6, 2–6                   |
| Vinnare  | 4–9   | November 2015  | Paris Masters, Frankrike                     | Masters 1000 | Hard court (i) | Marcelo Melo           | Vasek Pospisil Jack Sock                | 2–6, 6–3, [10–5]           |
| Tvåa     | 4–10  | Juni 2016      | Nottingham Open, Storbritannien              | 250 Series   | Gräs           | Marcelo Melo           | Dominic Inglot Daniel Nestor            | 5–7, 6–7(4–7)              |
| Vinnare  | 5–10  | Augusti 2016   | Canadian Open, Kanada (2)                    | Masters 1000 | Hard court     | Marcelo Melo           | Jamie Murray Bruno Soares               | 6–4, 6–4                   |
| Vinnare  | 6–10  | Augusti 2016   | Cincinnati Masters, USA                      | Masters 1000 | Hard court     | Marcelo Melo           | Jean-Julien Rojer Horia Tecău           | 7–6(7–5), 6–7(5–7), [10–6] |
| Vinnare  | 7–10  | Februari 2017  | Rotterdam Open, Nederländerna                | 500 Series   | Hard court (i) | Marcel Granollers      | Wesley Koolhof Matwé Middelkoop         | 7–6(7–5), 6–3              |
| Tvåa     | 7–11  | Maj 2017       | Italian Open, Italien                        | Masters 1000 | Grus           | Marcel Granollers      | Pierre-Hugues Herbert Nicolas Mahut     | 6–4, 4–6, [3–10]           |
| Vinnare  | 8–11  | Juli 2017      | German Open, Tyskland                        | 500 Series   | Grus           | Mate Pavić             | Pablo Cuevas Marc López                 | 6–3, 6–4                   |
| Tvåa     | 8–12  | Augusti 2017   | Canadian Open, Kanada (3)                    | Masters 1000 | Hard court     | Rohan Bopanna          | Pierre-Hugues Herbert Nicolas Mahut     | 4–6, 6–3, [6–10]           |
| Vinnare  | 9–12  | Oktober 2017   | Swiss Indoors, Schweiz                       | 500 Series   | Hard court (i) | Marcel Granollers      | Fabrice Martin Édouard Roger-Vasselin   | 7–5, 7–6(8–6)              |
| Tvåa     | 9–13  | November 2017  | Paris Masters, Frankrike (2)                 | Masters 1000 | Hard court (i) | Marcel Granollers      | Łukasz Kubot Marcelo Melo               | 6–7(3–7), 6–3, [6–10]      |
| Vinnare  | 10–13 | Maj 2018       | Bavarian Championships, Tyskland             | 250 Series   | Grus           | Rajeev Ram             | Nikola Mektić Alexander Peya            | 6–3, 7–5                   |
| Tvåa     | 10–14 | Maj 2018       | Geneva Open, Schweiz                         | 250 Series   | Grus           | Rajeev Ram             | Oliver Marach Mate Pavić                | 6–3, 6–7(3–7), [9–11]      |
| Vinnare  | 11–14 | September 2018 | Chengdu Open, Kina                           | 250 Series   | Hard court     | Mate Pavić             | Austin Krajicek Jeevan Nedunchezhiyan   | 6–2, 6–4                   |
| Vinnare  | 12–14 | Februari 2019  | Open Sud de France, Frankrike                | 250 Series   | Hard court (i) | Édouard Roger-Vasselin | Benjamin Bonzi Antoine Hoang            | 6–4, 6–3                   |
| Vinnare  | 13–14 | Maj 2019       | Lyon Open, Frankrike                         | 250 Series   | Grus           | Édouard Roger-Vasselin | Ken Skupski Neal Skupski                | 6–4, 6–3                   |
| Tvåa     | 13–15 | Juni 2019      | Antalya Open, Turkiet                        | 250 Series   | Gräs           | Filip Polášek          | Jonathan Erlich Artem Sitak             | 3–6, 4–6                   |
| Vinnare  | 14–15 | Augusti 2019   | Cincinnati Masters, USA (2)                  | Masters 1000 | Hard court     | Filip Polášek          | Juan Sebastián Cabal Robert Farah       | 4–6, 6–4, [10–6]           |
| Vinnare  | 15–15 | Oktober 2019   | China Open, Kina                             | 500 Series   | Hard court     | Filip Polášek          | Łukasz Kubot Marcelo Melo               | 6–3, 7–6(7−4)              |
| Tvåa     | 15–16 | Januari 2020   | Adelaide International, Australien           | 250 Series   | Hard court     | Filip Polášek          | Máximo González Fabrice Martin          | 6–7(12–14), 3–6            |
| Tvåa     | 15–17 | September 2020 | Hamburg Open, Tyskland                       | 500 Series   | Grus           | Mate Pavić             | John Peers Michael Venus                | 3–6, 4–6                   |
| Tvåa     | 15–18 | Januari 2021   | Antalya Open, Turkiet                        | 250 Series   | Hard court     | Filip Polášek          | Nikola Mektić Mate Pavić                | 2–6, 4–6                   |
| Vinnare  | 16–18 | Februari 2021  | Australiska öppna, Australien                | Grand Slam   | Hard court     | Filip Polášek          | Rajeev Ram Joe Salisbury                | 6–3, 6–4                   |
| Tvåa     | 16–19 | Juli 2021      | Olympiska sommarspelen, Japan                | OS           | Hard court     | Marin Čilić            | Nikola Mektić Mate Pavić                | 6–3, 3–6, [6–10]           |
| Tvåa     | 16–20 | Augusti 2021   | Winston-Salem Open, USA                      | 250 Series   | Hard court     | Austin Krajicek        | Marcelo Arévalo Matwé Middelkoop        | 7–6(7–5), 5–7, [6–10]      |
| Tvåa     | 16–21 | Januari 2022   | Adelaide International, Australien           | 250 Series   | Hard court     | Marcelo Melo           | Rohan Bopanna Ramkumar Ramanathan       | 6–7(6–8), 1–6              |
| Vinnare  | 17–21 | Maj 2022       | Lyon Open, Frankrike (2)                     | 250 Series   | Grus           | Austin Krajicek        | Máximo González Marcelo Melo            | 6–3, 6–4                   |
| Tvåa     | 17–22 | Juni 2022      | Franska öppna, Frankrike                     | Grand Slam   | Grus           | Austin Krajicek        | Marcelo Arévalo Jean-Julien Rojer       | 7–6(7–4), 6–7(5–7), 3–6    |
| Tvåa     | 17–23 | Augusti 2022   | Washington Open, USA                         | 500 Series   | Hard court     | Austin Krajicek        | Nick Kyrgios Jack Sock                  | 5–7, 4–6                   |
| Tvåa     | 17–24 | Oktober 2022   | Firenze Open, Italien                        | 250 Series   | Hard court (i) | Austin Krajicek        | Nicolas Mahut Édouard Roger-Vasselin    | 6–7(4–7), 3–6              |
| Vinnare  | 18–24 | Oktober 2022   | Tennis Napoli Cup, Italien                   | 250 Series   | Hard court     | Austin Krajicek        | Matthew Ebden John Peers                | 6–3, 1–6, [10–8]           |
| Vinnare  | 19–24 | Oktober 2022   | Swiss Indoors, Schweiz                       | 500 Series   | Hard court (i) | Austin Krajicek        | Nicolas Mahut Édouard Roger-Vasselin    | 6–4, 7–6(7–5)              |
| Tvåa     | 19–25 | November 2022  | Paris Masters, Frankrike                     | Masters 1000 | Hard court (i) | Austin Krajicek        | Wesley Koolhof Neal Skupski             | 6–7(5–7), 4–6              |
| Finalist | 19–26 | Januari 2023   | Adelaide International 2, Australien         | 250 Series   | Hard court     | Austin Krajicek        | Marcelo Arévalo Jean-Julien Rojer       | Walkover                   |
| Vinnare  | 20–26 | Februari 2023  | Rotterdam Open, Nederländerna                | 500 Series   | Hard court (i) | Austin Krajicek        | Rohan Bopanna Matthew Ebden             | 7–6(7–5), 2–6, [12–10]     |
| Vinnare  | 21–26 | April 2023     | Monte-Carlo Masters, Monaco                  | Masters 1000 | Grus           | Austin Krajicek        | Romain Arneodo Sam Weissborn            | 6–0, 4–6, [14–12]          |
| Vinnare  | 22–26 | Juni 2023      | Franska öppna, Frankrike (2)                 | Grand Slam   | Grus           | Austin Krajicek        | Sander Gillé Joran Vliegen              | 6–3, 6–1                   |
| Vinnare  | 23–26 | Juni 2023      | Queen's Club, Storbritannien                 | 500 Series   | Gräs           | Austin Krajicek        | Taylor Fritz Jiří Lehečka               | 6–4, 6–7(5–7), [10–3]      |
| Tvåa     | 23–27 | Juni 2023      | Eastbourne International, Storbritannien     | 250 Series   | Gräs           | Austin Krajicek        | Nikola Mektić Mate Pavić                | 4–6, 2–6                   |